# Daniel Adlung
Daniel Adlung (Fürth, 1987. október 1. –) német labdarúgó, az 1860 München középpályása.